# Kozmodemjansk
Kozmodemjansk (ruski: Козьмодемьянск) je grad u ruskoj republici Marij El, u Privolškom saveznom okrugu.
Nalazi se na 56° 20' sjeverne zemljopisne širine i 46° 34' istočne zemljopisne dužine, na južnoj obali rijeke Volge. Nasuprot Kozmodemjansku, na suprotnoj, sjevernoj strani Volge se nalazi naselje Korotni. 
Grad se smjestio na samom rtu, gdje se kopno uvalilo u Volgu, i gdje se Volga, sužava, tvoreći tjesnac koji "zatvara" Čeboksarsko jezero. Od tog dijela Volga ne teče dalje na sjeveroistok, nego skreće prema jugoistoku.
Treći je po veličini grad u toj ruskoj republici, iza glavnog grada Joškar-Ole i Volžska.
Broj stanovnika: 22.679
Upravno je sjedište Gornjomarijskog rajona.
Utemeljen je 1583. godine, a gradom je postao 1781. godine. 
U drugoj polovici 19. stoljeća, Kozmodemjansk je bio drugi grad u Rusiji po obujmu trgovine drvom (iza Arhangelska).
Od 1995. se u Kozmodemjansku održava humoristični festival "Benderiana", nazvan u čast junaka romana Iljfa i Petrova Oskara Bendera.
Vremenska zona: Moskovsko vrijeme